# Ours d'argent de la meilleure réalisation
Cette page contient des caractères spéciaux ou non latins. S’ils s’affichent mal (▯, ?, etc.), consultez la page d’aide Unicode.

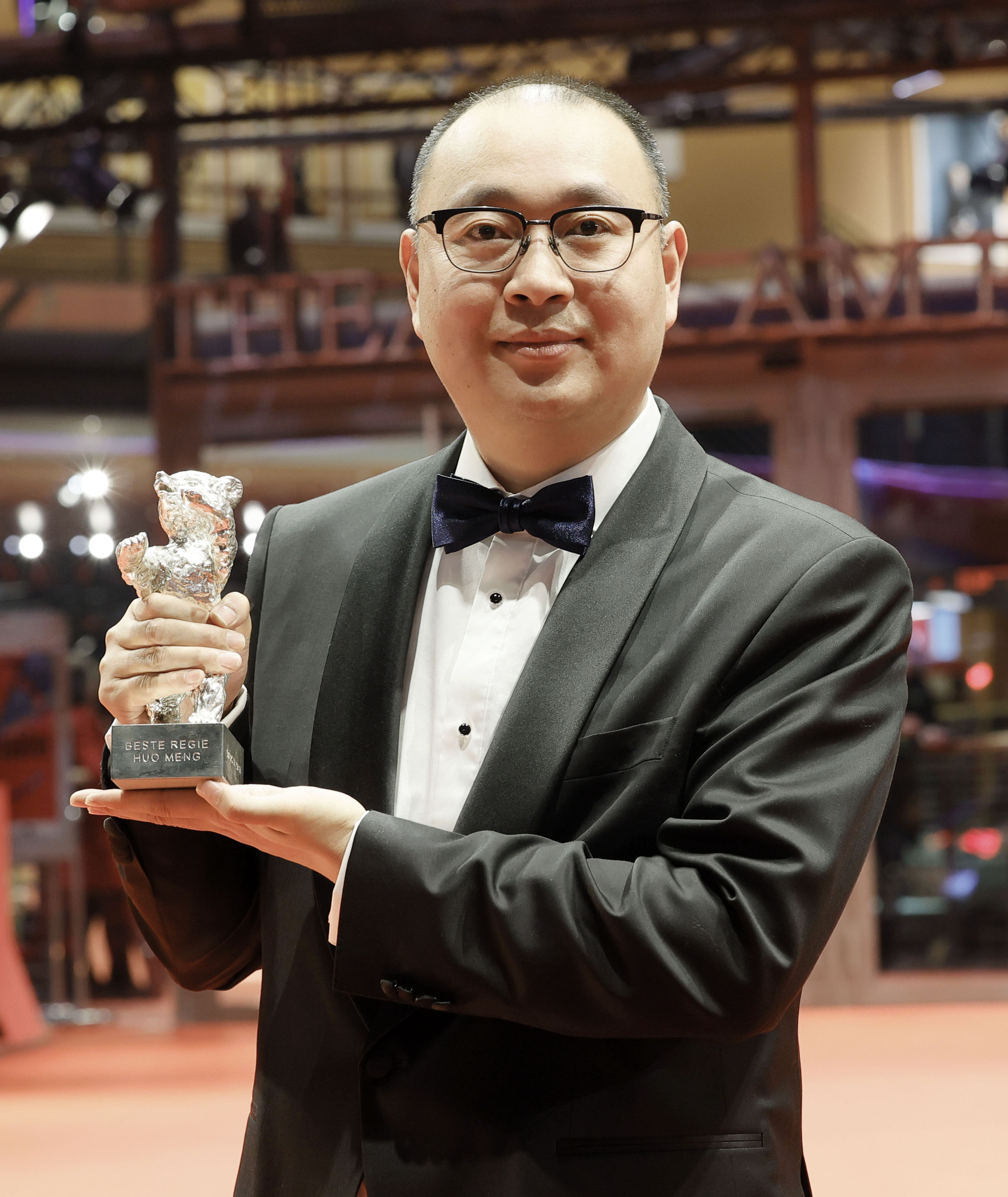
Lauréat 2025 : Huo Meng

L’Ours d'argent de la meilleure réalisation (Silberne Bär für die beste Regie) est l'une des récompenses remises par le jury lors du Festival de Berlin depuis 1956 dans la catégorie de l'Ours d'argent.

## Palmarès
| Année | Réalisateur                            | Nationalité                     | Film                               | Titre original                                |
| ----- | -------------------------------------- | ------------------------------- | ---------------------------------- | --------------------------------------------- |
| 1956  | Robert Aldrich                         | États-Unis                      | Feuilles d'automne                 | Autumn Leaves                                 |
| 1957  | Mario Monicelli                        | Italie                          | Pères et fils                      | Padri e figli                                 |
| 1958  | Tadashi Imai                           | Japon                           | Un amour pur                       | Jun'ai monogatari                             |
| 1959  | Akira Kurosawa                         | Japon                           | La Forteresse cachée               | 隠し砦の三悪人 (Kakushi toride no san akunin) |
| 1960  | Jean-Luc Godard                        | Suisse / France                 | À bout de souffle                  |                                               |
| 1961  | Bernhard Wicki                         | Suisse / Autriche               | Le Miracle du père Malachias       | Das Wunder des Malachias                      |
| 1962  | Francesco Rosi                         | Italie                          | Salvatore Giuliano                 |                                               |
| 1963  | Níkos Koúndouros                       | Grèce                           | Les Petites Aphrodites             | (Mikres Afrodites)                            |
| 1964  | Satyajit Ray                           | Inde                            | La Grande Ville                    | মহানগর (Mahanagar)                             |
| 1965  | Satyajit Ray                           | Inde                            | Charulata                          |                                               |
| 1966  | Carlos Saura                           | Espagne                         | La Chasse                          | La Caza                                       |
| 1967  | Živojin Pavlović                       | Yougoslavie                     | Le Réveil des rats                 | Buđenje pacova                                |
| 1968  | Carlos Saura                           | Espagne                         | Peppermint frappé                  |                                               |
| 1969  | Non décerné                            | Non décerné                     | Non décerné                        | Non décerné                                   |
| 1970  | Non décerné                            | Non décerné                     | Non décerné                        | Non décerné                                   |
| 1971  | Non décerné                            | Non décerné                     | Non décerné                        | Non décerné                                   |
| 1972  | Jean-Pierre Blanc                      | France                          | La Vieille Fille                   |                                               |
| 1973  | Non décerné                            | Non décerné                     | Non décerné                        | Non décerné                                   |
| 1974  | Non décerné                            | Non décerné                     | Non décerné                        | Non décerné                                   |
| 1975  | Sergueï Soloviov                       | Union soviétique                | Cent jours après l'enfance         | Сто дней после детства                        |
| 1976  | Mario Monicelli                        | Italie                          | Caro Michele                       |                                               |
| 1977  | Manuel Gutiérrez Aragón                | Espagne                         | Camada negra                       |                                               |
| 1978  | Guéorgui Dioulguérov                   | Bulgarie                        | Avantage                           | Авантаж                                       |
| 1979  | Astrid Henning-Jensen                  | Danemark                        | Vinterbørn                         |                                               |
| 1980  | István Szabó                           | Hongrie                         | Bizalom                            |                                               |
| 1981  | Markus Imhoof                          | Suisse                          | La barque est pleine               | Das boot ist voll                             |
| 1982  | Mario Monicelli                        | Italie                          | Le Marquis s'amuse                 | Il Marchese del Grillo                        |
| 1983  | Éric Rohmer                            | France                          | Pauline à la plage                 |                                               |
| 1984  | Ettore Scola                           | Italie                          | Le Bal                             | Ballando, ballando                            |
| 1985  | Robert Benton                          | États-Unis                      | Les Saisons du cœur                | Places in the Heart                           |
| 1986  | Gueorgui Chenguelaia                   | Union soviétique                | Le Voyage d’un jeune compositeur   | ახალგაზრდა კომპოზიტორის მოგზაურობა            |
| 1987  | Oliver Stone                           | États-Unis                      | Platoon                            |                                               |
| 1988  | Norman Jewison                         | Canada                          | Éclair de lune                     | Moonstruck                                    |
| 1989  | Dušan Hanák                            | Tchécoslovaquie                 | J'aime, tu aimes                   | Ja milujem, ty milujes                        |
| 1990  | Michael Verhoeven                      | Allemagne                       | Das schreckliche Mädchen           |                                               |
| 1991  | Jonathan Demme                         | États-Unis                      | Le Silence des agneaux             | The Silence of the Lambs                      |
| 1991  | Ricky Tognazzi                         | Italie                          | Ultrà                              |                                               |
| 1992  | Jan Troell                             | Suède                           | Il capitano                        |                                               |
| 1993  | Andrew Birkin                          | Royaume-Uni                     | The Cement Garden                  |                                               |
| 1994  | Krzysztof Kieślowski                   | Pologne                         | Trois Couleurs : Blanc             |                                               |
| 1995  | Richard Linklater                      | États-Unis                      | Before Sunrise                     |                                               |
| 1996  | Yim Ho                                 | Hong Kong                       | Taiyang you er                     | 太陽有耳 (Taiyang you er)                     |
| 1996  | Richard Loncraine                      | Royaume-Uni                     | Richard III                        |                                               |
| 1997  | Éric Heumann                           | France                          | Port Djema                         |                                               |
| 1998  | Neil Jordan                            | Irlande                         | Le Garçon boucher                  | The Butcher Boy                               |
| 1999  | Stephen Frears                         | Royaume-Uni                     | The Hi-Lo Country                  |                                               |
| 2000  | Miloš Forman                           | États-Unis / République tchèque | Man on the Moon                    |                                               |
| 2001  | Lin Cheng-sheng                        | Taïwan                          | Betelnut Beauty                    | 檳榔西施 (Ai ni ai wo)                        |
| 2002  | Otar Iosseliani                        | Géorgie                         | Lundi matin                        |                                               |
| 2003  | Patrice Chéreau                        | France                          | Son frère                          |                                               |
| 2004  | Kim Ki-duk                             | Corée du Sud                    | Samaria                            | 사마리아                                      |
| 2005  | Marc Rothemund                         | Allemagne                       | Sophie Scholl : Les Derniers Jours | Sophie Scholl - Die letzten Tage              |
| 2006  | Michael Winterbottom et Mat Whitecross | Royaume-Uni                     | The Road to Guantánamo             |                                               |
| 2007  | Joseph Cedar                           | Israël                          | Beaufort                           | בופור                                         |
| 2008  | Paul Thomas Anderson                   | États-Unis                      | There Will Be Blood                |                                               |
| 2009  | Asghar Farhadi                         | Iran                            | À propos d'Elly                    | درباره الی (Darbāreye Elly)                   |
| 2010  | Roman Polanski                         | France / Pologne                | The Ghost Writer                   |                                               |
| 2011  | Ulrich Köhler                          | Allemagne                       | La Maladie du sommeil              | Schlafkrankheit                               |
| 2012  | Christian Petzold                      | Allemagne                       | Barbara                            |                                               |
| 2013  | David Gordon Green                     | États-Unis                      | Prince of Texas                    | Prince Avalanche                              |
| 2014  | Richard Linklater                      | États-Unis                      | Boyhood                            |                                               |
| 2015  | Radu Jude                              | Roumanie                        | Aferim!                            |                                               |
| 2015  | Małgorzata Szumowska                   | Pologne                         | Body                               | Cialo                                         |
| 2016  | Mia Hansen-Løve                        | France                          | L'Avenir                           |                                               |
| 2017  | Aki Kaurismäki                         | Finlande                        | L'Autre Côté de l'espoir           | Toivon tuolla puolen                          |
| 2018  | Wes Anderson                           | États-Unis                      | L'Île aux chiens                   | Isle of Dogs                                  |
| 2019  | Angela Schanelec                       | Allemagne                       | J'étais à la maison, mais...       | Ich war zuhause, aber                         |
| 2020  | Hong Sang-soo                          | Corée du Sud                    | La Femme qui s'est enfuie          | 도망친 여자, Domangchin yeoja                 |
| 2021  | Dénes Nagy                             | Hongrie                         | Natural Light                      | Természetes fény                              |
| 2022  | Claire Denis                           | France                          | Avec amour et acharnement          |                                               |
| 2023  | Philippe Garrel                        | France, Suisse                  | Le Grand Chariot                   |                                               |
| 2024  | Nelson Carlo de Los Santos Arias       | République dominicaine, Namibie | Pepe                               |                                               |
| 2025  | Huo Meng                               | Chine                           | Living the Land (en)               | 生息之地                                      |

## Récompenses multiples
- 3 : Mario Monicelli
- 2 : Richard Linklater, Satyajit Ray, Carlos Saura